# Indianapolis Olympians
Els Indianapolis Olympians varen ser un antic equip de bàsquet de l'NBA amb seu a Indianapolis, Indiana. Varen substituir els Indianapolis Jets.

## Trajectòria
Notes: G = Guanyats, P = Perduts, % = Porcentatge de partits guanyats
| Any                          | G                            | P                            | %                            | Playoffs                     | Resultats                                |
| Indianapolis Olympians (NBA) | Indianapolis Olympians (NBA) | Indianapolis Olympians (NBA) | Indianapolis Olympians (NBA) | Indianapolis Olympians (NBA) | Indianapolis Olympians (NBA)             |
| ---------------------------- | ---------------------------- | ---------------------------- | ---------------------------- | ---------------------------- | ---------------------------------------- |
| 1949-50                      | 39                           | 25                           | 0.609                        | 3-3                          | Perd a les finals de la Divisió oest     |
| 1950-51                      | 31                           | 37                           | 0.456                        | 1-2                          | Perd a les semifinals de la Divisió oest |
| 1951-52                      | 34                           | 32                           | 0.515                        | 0-2                          | Perd a les semifinals de la Divisió oest |
| 1952-53                      | 28                           | 43                           | 0.394                        | 0-2                          | Perd a les semifinals de la Divisió oest |

## Jugadors importants

### Membres delBasketball Hall of Fame
Cap

### Per a no oblidar
- Ralph Beard
- Alex Groza
- Wallace Jones
- Paul Walther